# Южная (станция метро)
«Ю́жная» — станция Серпуховско-Тимирязевской линии Московского метрополитена. Открыта в составе участка «Южная» — «Серпуховская» 8 ноября 1983 года. Глубина заложения — 10 м.

## История и происхождение названия
Станция открыта 8 ноября 1983 года в составе первого участка Серпуховской линии «Серпуховская» — «Южная», после ввода в эксплуатацию которого в Московском метрополитене стало 123 станции. В процессе строительства станция носила проектное название «Днепропетровская», по располагающейся рядом одноимённой улице. При открытии получила название по своему расположению на юге Москвы.
В 1992 году предлагался проект переименования станции в «Сумскую» по названию другой располагающейся рядом улицы.

## Оформление
Станция односводчатая. В отделке стен использован мрамор тёплых (в вестибюле) и холодных (в подземном зале) тонов. Тема архитектурно-художественного оформления — «Природа Подмосковья». На белом фоне стен выделяются мраморные вставки с рисунком, имитирующим льющуюся воду. Торцевые стены зала украшены мозаичными панно «Времена года» (художники Б. П. Неклюдов, В.Кузнецов, В.Бикейкин), гармонично сочетающимися с мраморными вставками. На полу выложен орнамент из серого и чёрного гранита. В центре подземного зала установлены скамейки для пассажиров, которые напоминают небольшие пароходики с мачтами — световыми указателями. По своду вдоль станции размещены 26 ниш с декоративными светильниками, окрашенные в небесно-голубой цвет.

## Вестибюли и пересадки
Станция имеет два подземных вестибюля. На одном конце в северном вестибюле эскалаторы, на другом конце в южном вестибюле — лестница и эскалаторы. Подъёмы к ним с платформы оборудованы эскалаторами. По подземным переходам можно выйти на Сумскую, Кировоградскую и Днепропетровскую улицы. Вблизи станции расположены крытый Южный рынок, кинотеатр «Ашхабад», торгово-развлекательный комплекс «Глобал-Сити», «Арена Чертаново», остановки пригородных автобусов, обслуживающие многие пригородные маршруты в южную часть Московской области (в частности, до городов Серпухов, Протвино, Пущино, Чехов, Оболенск) и северо-восточную часть Калужской области (до города Кремёнки).
Долгое время, до завершения строительства продления Серпуховско-Тимирязевской линии метро от станции «Пражская» до станции «Бульвар Дмитрия Донского», «Южная» была конечным пунктом автобусов-экспрессов из Северного Бутова.
С конца 1980-х годов от «Южной» ходили автобусы до Подольска. В 1990-е к ним добавились автобусы чеховского направления, а с 1998 года — автобусы до Серпухова, Пущина, Протвина, Оболенска и Кремёнок Калужской области (рейс отменён в марте 2017 года). С 15 сентября 2018 года 22 смежных межрегиональных маршрута вместо «Южной» стали следовать до станции метро «Лесопарковая».

## Путевое развитие
За станцией расположены тупики, использовавшиеся для оборота составов до продления линии до «Пражской». Теперь они используются для отстоя составов.

## Наземный общественный транспорт

### Городской
На этой станции можно пересесть на следующие маршруты городского пассажирского транспорта:
- Автобусы: м95, м97, с908, с914, 922, с929, 938, с941, 947, с960, с970, 980, с988

### Областной
Также от станции метро «Южная» отправляются пригородные автобусы в Московскую область.

## Станция в цифрах
- 18 марта 1999 года пассажиропоток по станции составил 59210 человек[3].
- В марте 2002 года пассажиропоток по входу составлял 36,6 тыс. человек, по выходу — 47,7 тыс. человек[4].
- Таблица времени прохождения первого поезда через станцию[5]:

| По чётным числам                 | Будние дни | Выходные дни |
| По нечётным числам               | Будние дни | Выходные дни |
| В сторону станции «Чертановская» | 05:40      | 05:40        |
| В сторону станции «Чертановская» | 05:49      | 05:48        |
| В сторону станции «Пражская»     | 05:55      | 06:02        |
| В сторону станции «Пражская»     | 05:43      | 05:45        |

## В компьютерных играх
Станция с несуществующей у неё схемой путевого развития воссоздана в дополнении (моде) «Metrostroi Subway Simulator» к игре «Garry's Mod» в Steam на карте Virus с вымышленной линией (после следования с отклонением по стрелочному переводу далее осуществляется движение, в реальности там находится оборотный тупик по перекрёстному съезду (также называемому «глухим пересечением»)), «игроками-энтузиастами» смоделирована и подключена к системе СЦБ с несуществующим на ней в реальности основным средством сигнализации (безопасности движения) в виде автоблокировки со светофорами и защитными участками, дополненной АЛС-АРС и функционирует в виде аддонов в Steam Workshop (на Серпуховско-Тимирязевской линии основное средство сигнализации — система АЛС-АРС без автостопов и защитных участков с нормально погашенными светофорами автоматического действия). Дополнение отличается от других компьютерных симуляторов поезда высокой реалистичностью и широкой кастомизацией каких-либо действий.

## Галерея

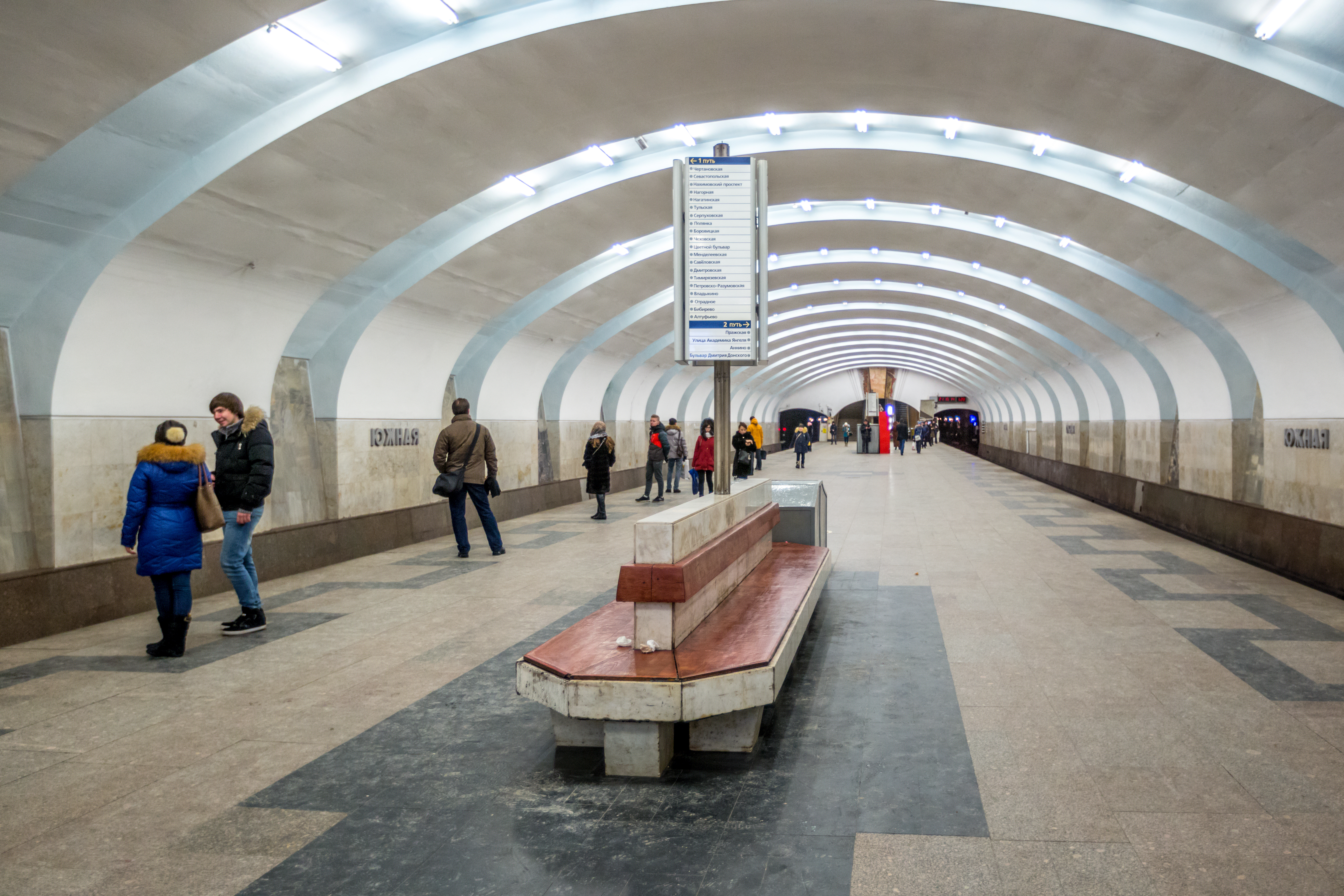
Платформа и скамейка на станции
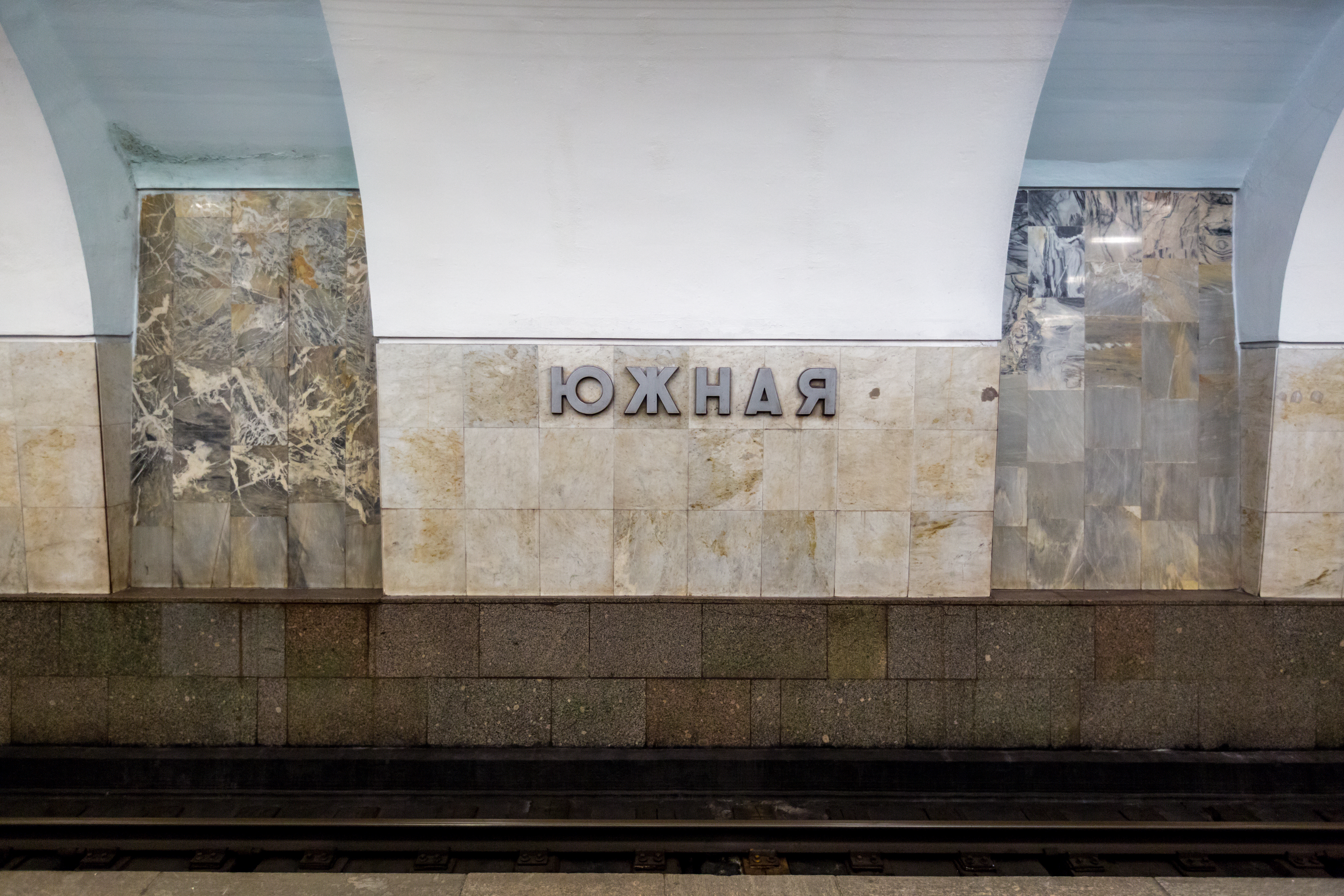
Название на путевой стене
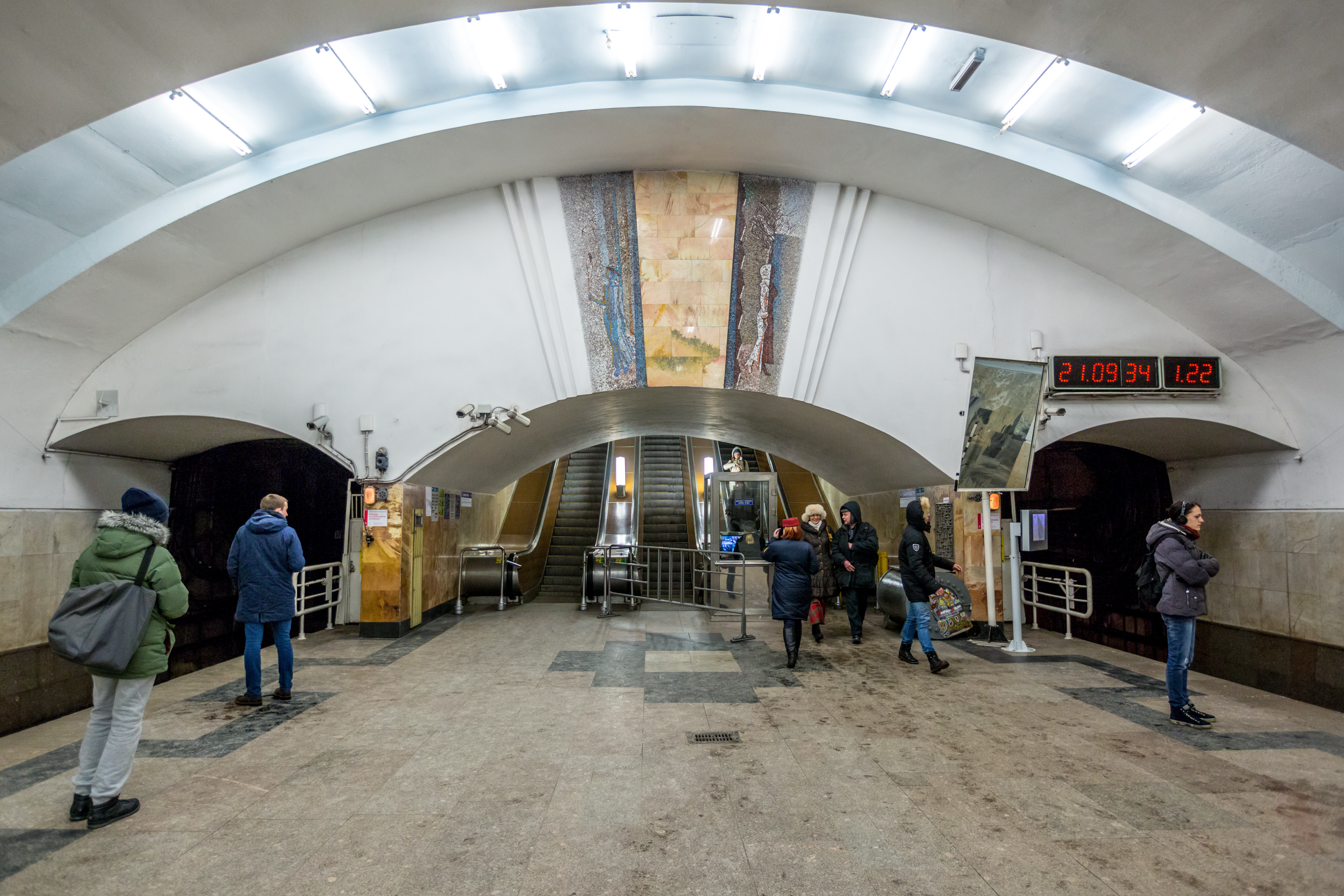
Северный выход
Мозаика в северном торце зала
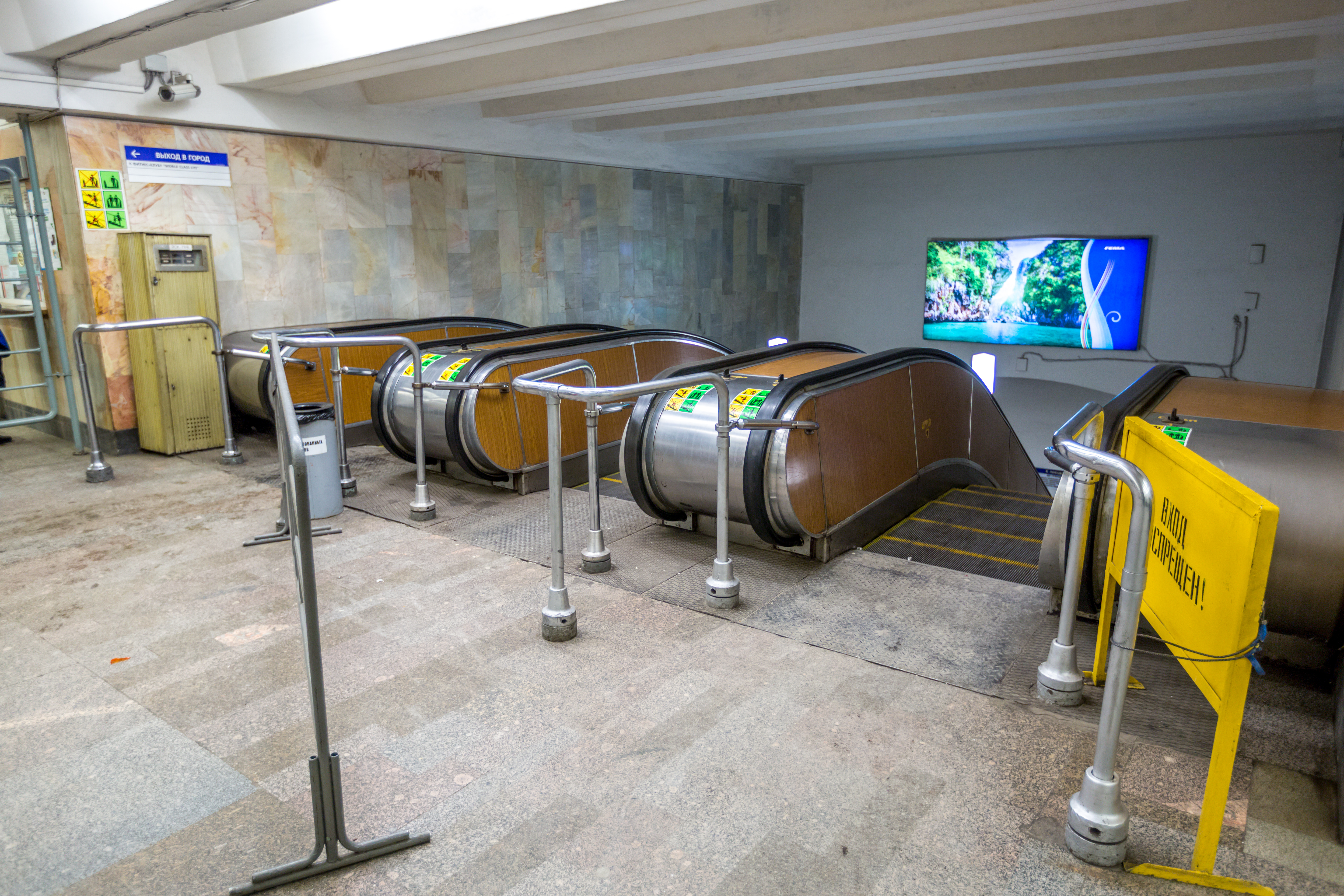
Эскалатор
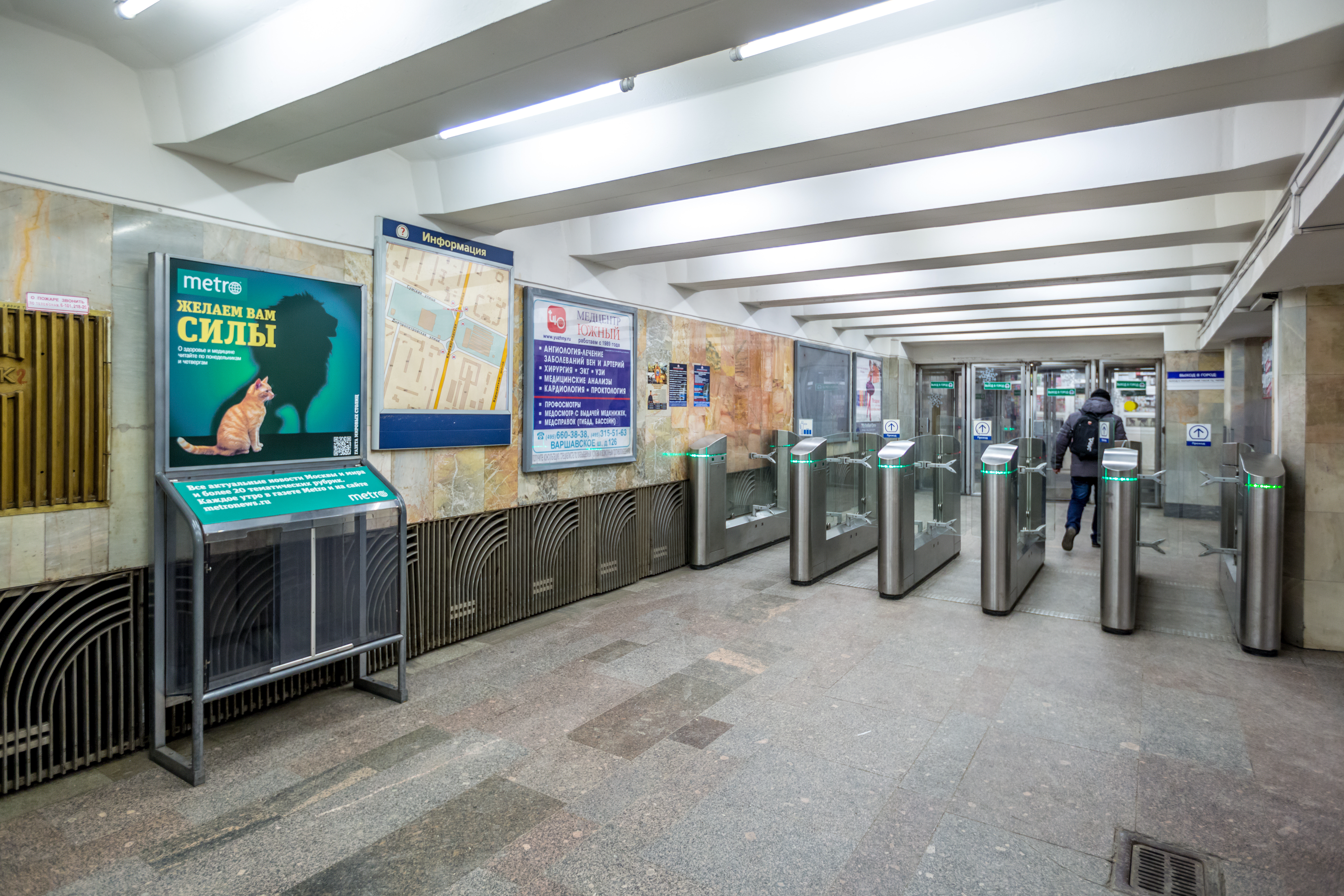
Турникеты на выход
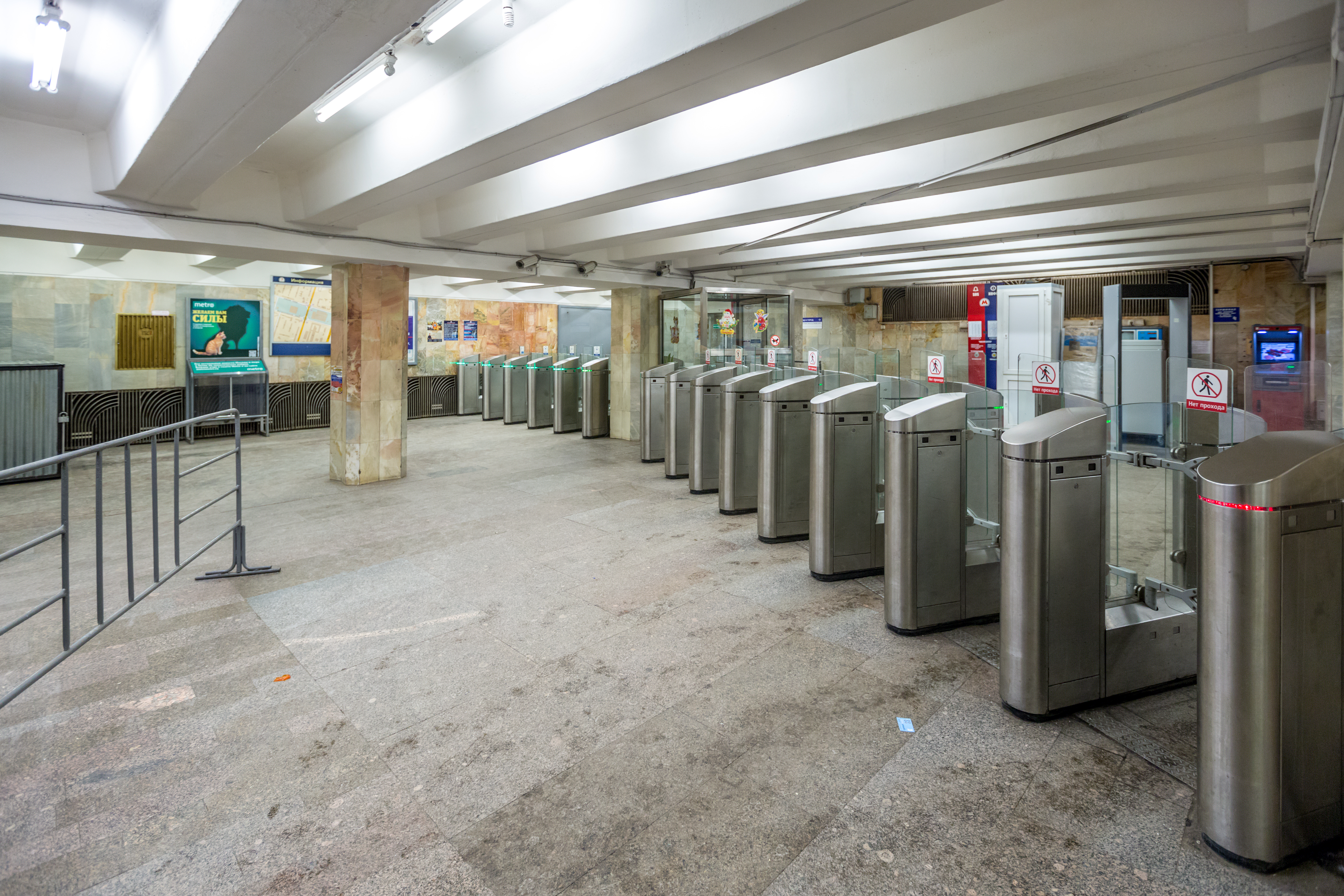
Турникеты на вход
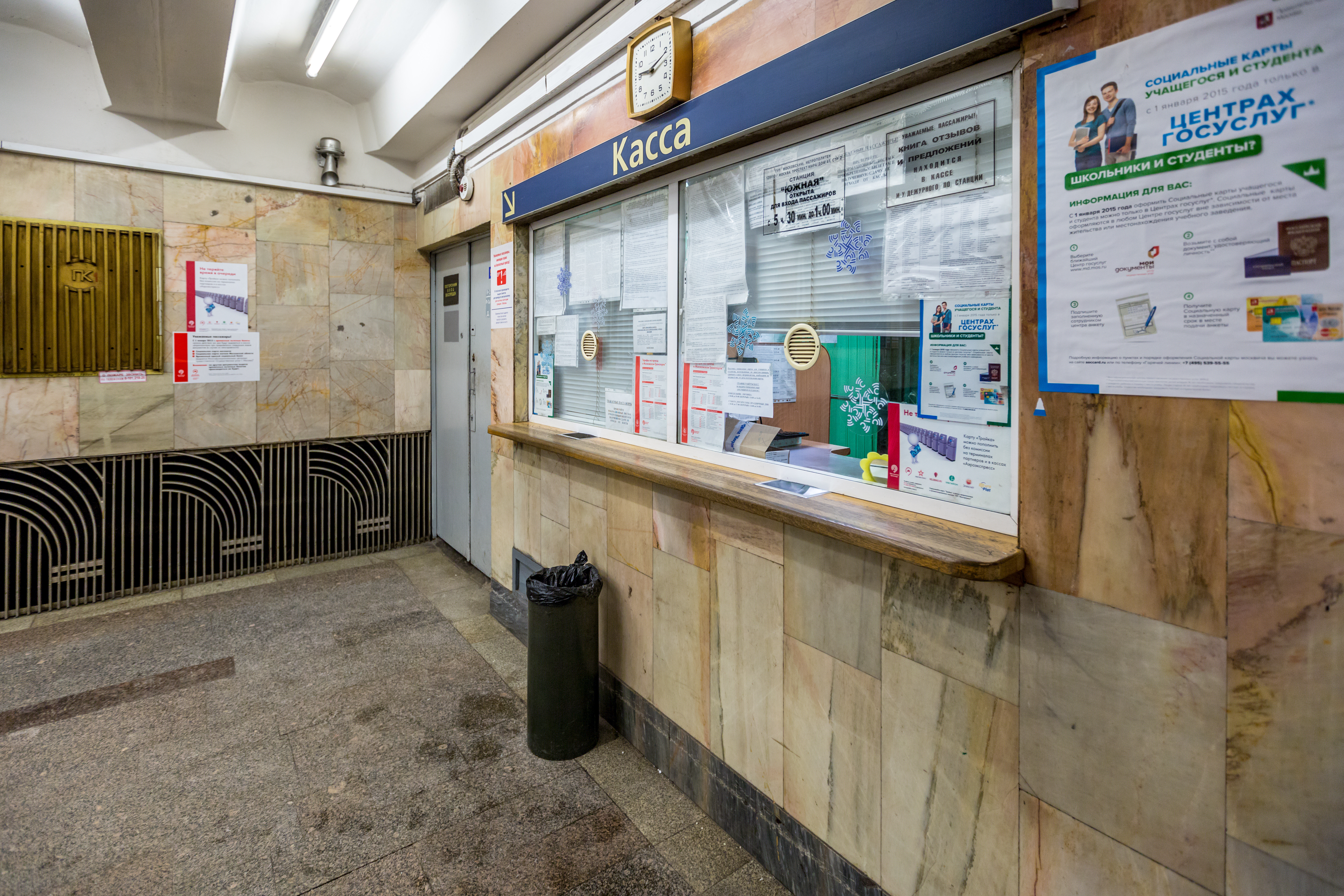
Кассы
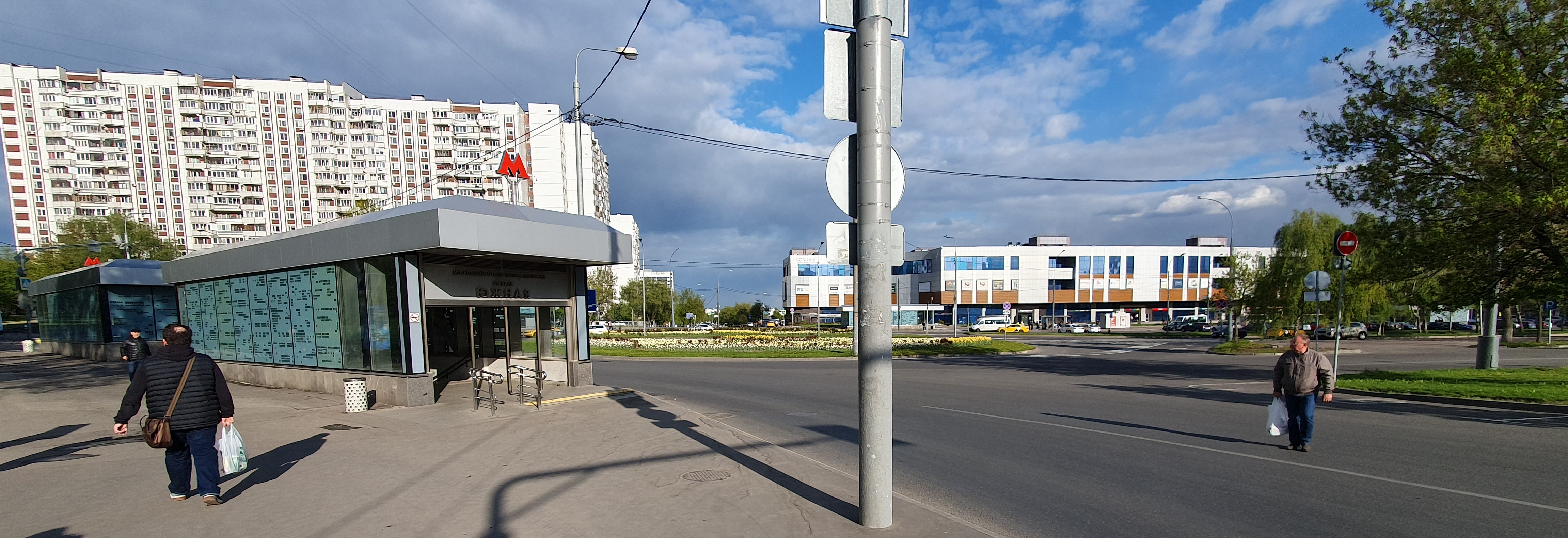
Северо-западные вестибюли, 2023 год.
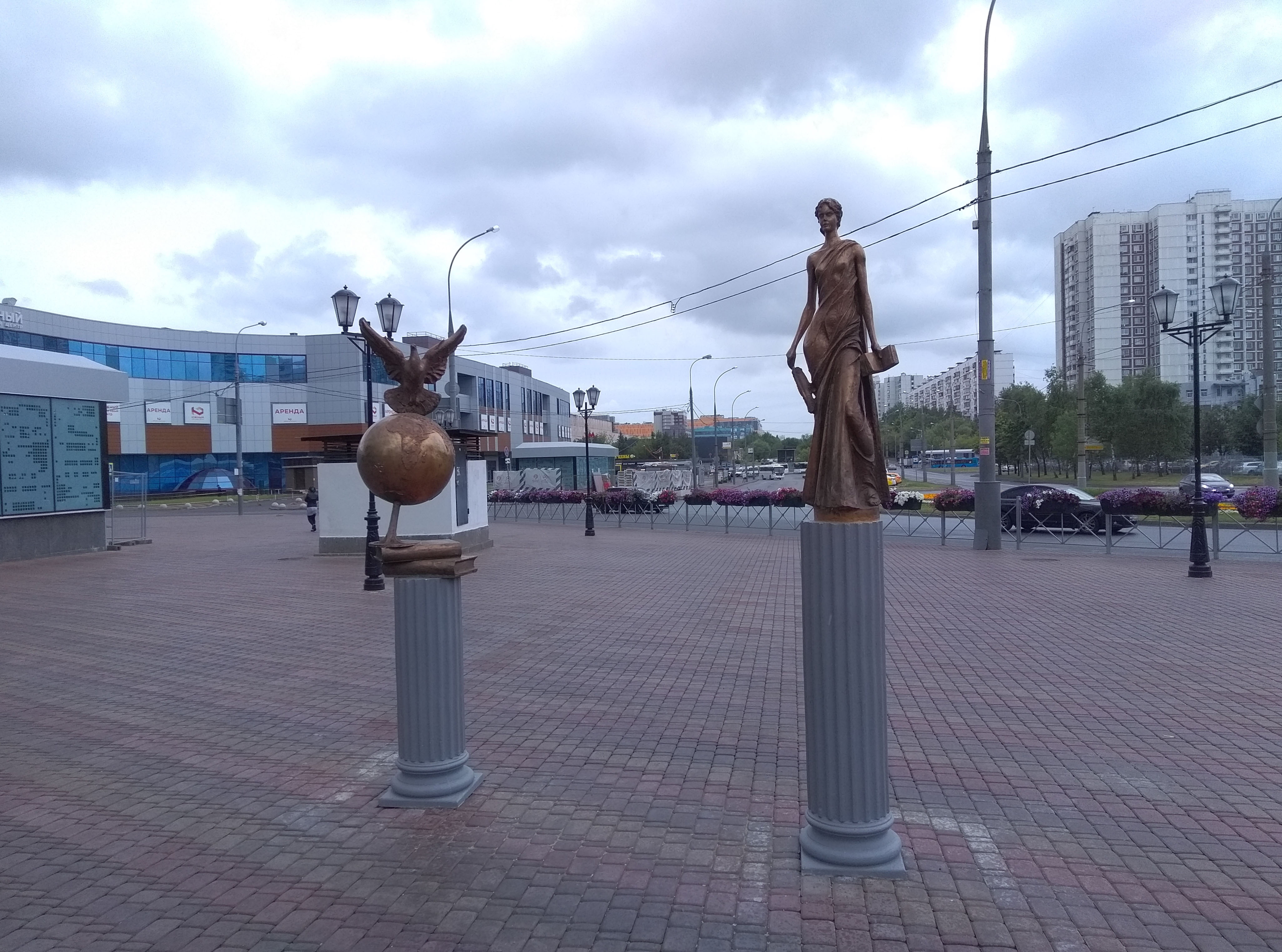
Скульптуры рядом с метро